# Ортегаль (комарка)
Ортегаль (исп. Ortegal, галис. Ortegal) — район (комарка) в Испании, входит в провинцию Ла-Корунья в составе автономного сообщества Галисия. На севере комарки Ортегаль находится один из двух самых северных выступов Испании — мыс Ортегаль, служащий ориентиром для судоходства. Вблизи мыса в 1805 году произошло морское сражение.

## Муниципалитеты
1. Кариньо
2. Сердидо
3. Маньон
4. Ортигейра